# Förstakammarvalet i Sverige 1897
Förstakammarvalet i Sverige 1897 var ett val i Sverige. Valet utfördes av landstingen och i de städer som inte hade något landsting utfördes valet av stadsfullmäktige. 1897 fanns det totalt 895 valmän, varav 873 deltog i valet.
I Jämtlands läns valkrets ägde valet rum den 8 januari. I Västerbottens läns valkrets ägde valet rum den 11 januari. I Östergötlands läns valkrets, Älvsborgs läns valkrets, Gävleborgs läns valkrets och Norrbottens läns valkrets ägde valet rum den 21 september. I Uppsala läns valkrets, Hallands läns valkrets och Västernorrlands läns valkrets ägde valet rum den 22 september. I Västmanlands läns valkrets ägde valet rum den 27 september. I halva Stockholms stads valkrets, Kristianstads läns valkrets och Malmöhus läns valkrets ägde valet rum den 28 september. I Kalmar läns södra valkrets och Kopparbergs läns valkrets ägde valet rum den 29 september och i andra halvan av Stockholms stads valkrets ägde valet rum den 17 december.

## Valresultat
| Parti  | Parti                     | Röster | Valda | Mandatfördelning | Mandatfördelning | Mandatfördelning |
| Parti  | Parti                     | Röster | Valda | FK 1897          | FK 1898          | +/-              |
| ------ | ------------------------- | ------ | ----- | ---------------- | ---------------- | ---------------- |
|        | Protektionistiska partiet | 426    | 12    | 97               | 96               | -1               |
|        | Minoritetspartiet         | 155    | 4     | 27               | 28               | +1               |
|        | Partilösa                 | 142    | 3     | 26               | 26               | +-0              |
|        | Övriga                    | 273    | 0     | 0                | 0                | +-0              |
| Totalt | Totalt                    | 996    | 19    | 150              | 150              | +-0              |

Det protektionistiska partiet behöll alltså egen majoritet.

## Invalda riksdagsmän
Stockholms stads valkrets:
- Eduard Fränckel, prot
- Ivar Afzelius, min

Uppsala läns valkrets:
- Oscar Alin, prot
- Fredrik Ridderbielke, prot

Östergötlands läns valkrets:
- Ludvig Eklund, prot

Kalmar läns södra valkrets:
- Carl Birger Hasselrot, prot

Kristianstads läns valkrets:
- Ola Nilsson, prot

Malmöhus läns valkrets:
- Nils Persson, prot

Hallands läns valkrets:
- Peter Hansson
- Carl Nordenfalk, min

Älvsborgs läns valkrets:
- Oscar Bergmark

Västmanlands läns valkrets:
- Gottfrid Billing, prot

Kopparbergs läns valkrets:
- Ernst Trygger, prot

Gävleborgs läns valkrets:
- Svante Sandqvist, prot
- Robert Almström, prot

Västernorrlands läns valkrets:
- Gustaf Sparre

Jämtlands läns valkrets:
- Robert von Kræmer, min

Västerbottens läns valkrets:
- Jakob Berlin, min

Norrbottens läns valkrets:
- Carl Otto Bergman, prot

## Fotnoter
1. ↑  Siffrorna avser de sammanlagda röstetalen för de riksdagsledamöter som tillhörde respektive parti och valdes under detta år. Rösterna på kandidater som tillhörde partierna men inte vann ett riksdagsmandat har alltså sorterats in under "övriga". Röstetalen på valkretsnivå är hämtade från SCB och riksdagsledamöternas partitillhörigheter är baserade på uppgifter från bokserien Tvåkammarriksdagen 1867–1970.